# Model d'elements distribuïts

Fig.1 Línia de transmissió. El model d'elements distribuïts aplicat a una línia de transmissió.

En enginyeria elèctrica, el model d'elements distribuïts o model de línia de transmissió dels circuits elèctrics assumeix que els atributs del circuit (resistència, capacitat i inductància) es distribueixen contínuament per tot el material del circuit. Això contrasta amb el model d'elements agrupats més comú, que suposa que aquests valors s'agrupen en components elèctrics que s'uneixen per cables perfectament conductors. En el model d'elements distribuïts, cada element del circuit és infinitesimament petit i no se suposa que els elements de connexió dels cables són conductors perfectes; és a dir, tenen impedància. A diferència del model d'elements agrupats, assumeix un corrent no uniforme al llarg de cada branca i una tensió no uniforme al llarg de cada cable.
El model distribuït s'utilitza quan la longitud d'ona es fa comparable a les dimensions físiques del circuit, fent que el model agrupat sigui inexact. Això passa a freqüències altes, on la longitud d'ona és molt curta, o en línies de transmissió de baixa freqüència, però molt llargues, com les línies elèctriques aèries.

## Aplicacions
El model d'elements distribuïts és més precís però més complex que el model d'elements agrupats. L'ús d'infinitesimals requerirà sovint l'aplicació del càlcul, mentre que els circuits analitzats pel model d'elements agrupats es poden resoldre amb àlgebra lineal. En conseqüència, el model distribuït només s'aplica quan la precisió requereix el seu ús. La ubicació d'aquest punt depèn de la precisió requerida en una aplicació específica, però essencialment s'ha d'utilitzar en circuits on les longituds d'ona dels senyals s'han tornat comparables a les dimensions físiques dels components. Una regla general d'enginyeria sovint citada (no s'ha de prendre massa literalment perquè hi ha moltes excepcions) és que les parts més grans d'una desena part d'una longitud d'ona normalment s'han d'analitzar com a elements distribuïts.

### Línies de transmissió
Les línies de transmissió són un exemple habitual de l'ús del model distribuït. El seu ús està dictat perquè la longitud de la línia normalment serà de moltes longituds d'ona de la freqüència de funcionament del circuit. Fins i tot per a les freqüències baixes utilitzades a les línies de transmissió d'energia, una desena part de la longitud d'ona encara és només uns 500 quilòmetres a 60 Hz. Les línies de transmissió solen representar-se en termes de constants primàries de línia tal com es mostra a la figura 1. A partir d'aquest model, el comportament del circuit es descriu per les constants secundàries de línia, que es poden calcular a partir de les primàries.

Fig.2. La regió base d'un transistor d'unió bipolar es pot modelar com una línia de transmissió simplificada.

### Transistors d'alta freqüència
Un altre exemple de l'ús d'elements distribuïts és en el modelatge de la regió base d'un transistor d'unió bipolar a altes freqüències. L'anàlisi dels portadors de càrrega que travessen la regió base és inexacta quan la regió base es tracta simplement com un element agrupat. Un model més reeixit és un model de línia de transmissió simplificat, que inclou la resistència a granel distribuïda del material base i la capacitat distribuïda del substrat. Aquest model està representat a la figura 2.